# Campionati mondiali di pentathlon moderno 1994
I campionati mondiali di pentathlon moderno 1994 si sono svolti a Sheffield, in Gran Bretagna, dove si sono disputate le gare maschili e femminili, individuali ed a squadre.

## Risultati

### Maschili
| Evento              | Oro                                                          | Argento                                                   | Bronzo                                                        |
| Individuale         | Dmitrij Svatkovskij                                          | Christophe Ruer                                           | János Martinek                                                |
| A squadre           | Francia Sébastien Deleigne Christophe Ruer Frédéric Frontier | Regno Unito Richard Phelps Graham Brookhouse Greg Whyte   | Bielorussia Andrej Smirnov Sergey Korchun Aleksandr Borisenko |
| Staffetta a squadre | Ungheria László Fábián Attila Kálnoki Kis János Martinek     | Polonia Maciej Czyżowicz Andrzej Stefanek Dariusz Mejsner | Russia Dmitrij Svatkovskij Andrey Zhigipov Andrey Tropin      |

### Femminili
| Evento              | Oro                                                         | Argento                                           | Bronzo                                                |
| Individuale         | Eva Fjellerup                                               | Zhanna Shubenok                                   | Emese Köbiö                                           |
| A squadre           | Italia Federica Foghetti Barbara Boccolari Emanuela Gabella | Polonia Iwona Kowalewska Dorota Idzi Anna Sulima  | Ungheria Emese Köblö Eszter Hortobágyi Iréne Kovács   |
| Staffetta a squadre | Polonia Iwona Kowalewska Dorota Idzi Anna Sulima            | Ungheria Eszter Hortobágyi Emese Köblö Bea Simóka | Danimarca Eva Fjellerup Pernille Svarre Nina Andersen |

## Medagliere
| Posizione | Paese       |   |   |   | Totale |
| --------- | ----------- | - | - | - | ------ |
| 1         | Polonia     | 1 | 2 | 0 | 3      |
| 2         | Ungheria    | 1 | 1 | 3 | 5      |
| 3         | Francia     | 1 | 1 | 0 | 2      |
| 4         | Danimarca   | 1 | 0 | 1 | 2      |
| 4         | Russia      | 1 | 0 | 1 | 2      |
| 6         | Italia      | 1 | 0 | 0 | 1      |
| 7         | Bielorussia | 0 | 1 | 1 | 2      |
| 8         | Regno Unito | 0 | 1 | 0 | 1      |
| Totale    | Totale      | 6 | 6 | 6 | 18     |